# Luiza Cantanhede
Maria Luiza Cantanhede Gomes, mais conhecida como Luiza Cantanhede (Santa Inês, Maranhão)  é uma escritora e poeta brasileira. 

## Biografia
Filha de lavradores, possui formação em Contabilidade. É membra fundadora da Academia Piauiense de Poesia. Foi finalista do Concurso de Poesia “Professor Pedro Filho”, em Santa Inês – MA.Publicou os livros de poemas Palafitas Amanhã Serei uma Flor Insana e "Pequeno ensaio amoroso"  pela Editora Penalux. Há tradução de sua poesia para o italiano e espanhol, Tem poemas publicados em antologias nacionais e internacionais. Participa com obras de poesia da Antologia Poética A Mulher na Literatura Latino-americana, lançada em 2018 pela Universidade Estadual do Piauí.
Vive e trabalha em Teresina, no Piauí desde 1983.

## Obras

### Livro Publicados
- 2016 – Palafitas

- 2018 – Amanhã serei uma Flor Insana’’
- 2019 - "Pequeno ensaio amoroso"

### Antologias e Coletâneas
- 2018 - Antologia Poética A Mulher na Literatura Latino-americana
- "Antologia Brasil/Moçambique

## Prêmios
- Menção Honrosa no Prêmio "Vicente de Carvalho" e no prêmio "Álvares de Azevedo" da União Brasileira de Escritores, Seção Rio de Janeiro, para Poesia.

- Concurso"Novos poetas Maranhenses"